# Orphnephilina atropatenica
Orphnephilina atropatenica är en tvåvingeart som först beskrevs av Schmid 1958.  Orphnephilina atropatenica ingår i släktet Orphnephilina och familjen mätarmyggor.
Artens utbredningsområde är Iran. Inga underarter finns listade i Catalogue of Life.